# Halloween (film, 2007)
Halloween je americký horor režiséra Roba Zombieho z roku 2007. Jde o remake stejnojmenného snímku z roku 1978 režiséra Johna Carpentera.

## Děj
Je 31. října a městečko Haddonfield se probouzí do krásného halloweenového dne. Taktéž jedenáctiletý chlapec jménem Michael Myers, který onoho dne vyvraždí téměř celou jeho rodinu. Následně pobývá v psychiatrické léčebně a jak se zdá, jeho jediným koníčkem je vytváření strašidelných masek. Po patnácti letech se mu ale podaří utéct, když je ostrahou převážen do věznice a má namířeno zpět do jeho rodného Haddonfieldu.
O svém zabijáckém bratrovi ještě neví jeho sestra Laurie Strodeová. Ví o něm ale jeho bývalý psychiatr Dr. Samuel Loomis, který si je jistý tím, že Michael po Laurie půjde. Nikdo ho nebere vážně až do chvíle, kdy Michael začne po večerních ulicích a domech řádit za jediným cílem...